# 霍克·霍肯
霍克·霍肯（英語：Hulk Hogan，1953年8月11日—2025年7月24日），本名泰瑞·尤金·博莱亚（Terry Eugene Bollea），為美國退休的職業摔角手。2005年，霍克·霍肯入選世界摔角娛樂名人堂。

## 早年生活
泰瑞·尤金·博莱亚出生於美國佐治亚州奥古斯塔。他的意大利裔父親彼得·博莱亚是個建築工頭，他的母親露絲是家庭主婦和舞蹈老師，擁蘇格蘭、法國和巴拿馬血統。泰瑞一歲半之時，他們舉家移居佛罗里达州坦帕港。他孩童時曾熱衷棒球，甚至獲得紐約洋基和辛辛那提紅人的星探所賞識，奈何傷患令他中途放棄。他16歲開始喜愛摔角，當時的偶像為德斯提·羅茲。
霍肯在2025年7月24日在佛羅里達州克利爾沃特逝世，享年71歲。

## 藝名
稱號會叫做霍克是因為被脫口秀主持人稱讚體型有如縮小版的綠巨人浩克。
霍肯這個藝名是文森·詹姆士·文斯·麥馬漢取的。

## 終結技
- 斧爆彈

以下臂骨直劈對手腦門的兇惡招式，霍肯在新日本時期比較常使用的必殺技。
霍肯曾經用斧爆彈將新日本傳奇摔角選手安東尼奧·豬木當場打昏。
- 俯衝式斷頭腳

跑步後對著食招者施以跳躍式斷頭腳，使受招者的胸頸部受創。

## 外部連結
- 官方网站
- Professional Wrestling Hall of Fame profile
- WWE Hall of Fame profile （页面存档备份，存于）
- TNA Impact Wrestling profile
- 霍克·霍肯在互联网电影资料库（IMDb）上的資料（英文）
- 霍克·霍肯的X（前Twitter）